# 于尔根·蒂勒
于尔根·蒂勒（德語：Jürgen Thiele，1959年8月8日—），德国男子赛艇运动员。他曾代表东德参加1980年夏季奥林匹克运动会赛艇比赛，获得男子四人单桨无舵手金牌。